# Seychellfalk
Seychellfalk (Falco araeus) är en fågel i familjen falkar inom ordningen falkfåglar.

## Utseende och läte
Seychellfalken är en mycket liten (15–23 cm) rost- och beigefärgad falk. Ovansidan är mycket mörkt rostbrun, på huvudet ännu mörkare, och undersidan enfärgat och ostreckat beige. I flykten ter den sig långstjärtad. Ungfågeln liknar den adulta fågeln, men har ljusare huvud samt streckad och fläckad undersida. Lätet är ett vasst och snabbt "ki ki ki ki".

## Utbredning och status
Fågeln förekommer endast lokalt i ögruppen Seychellerna. IUCN kategoriserar arten som sårbar.

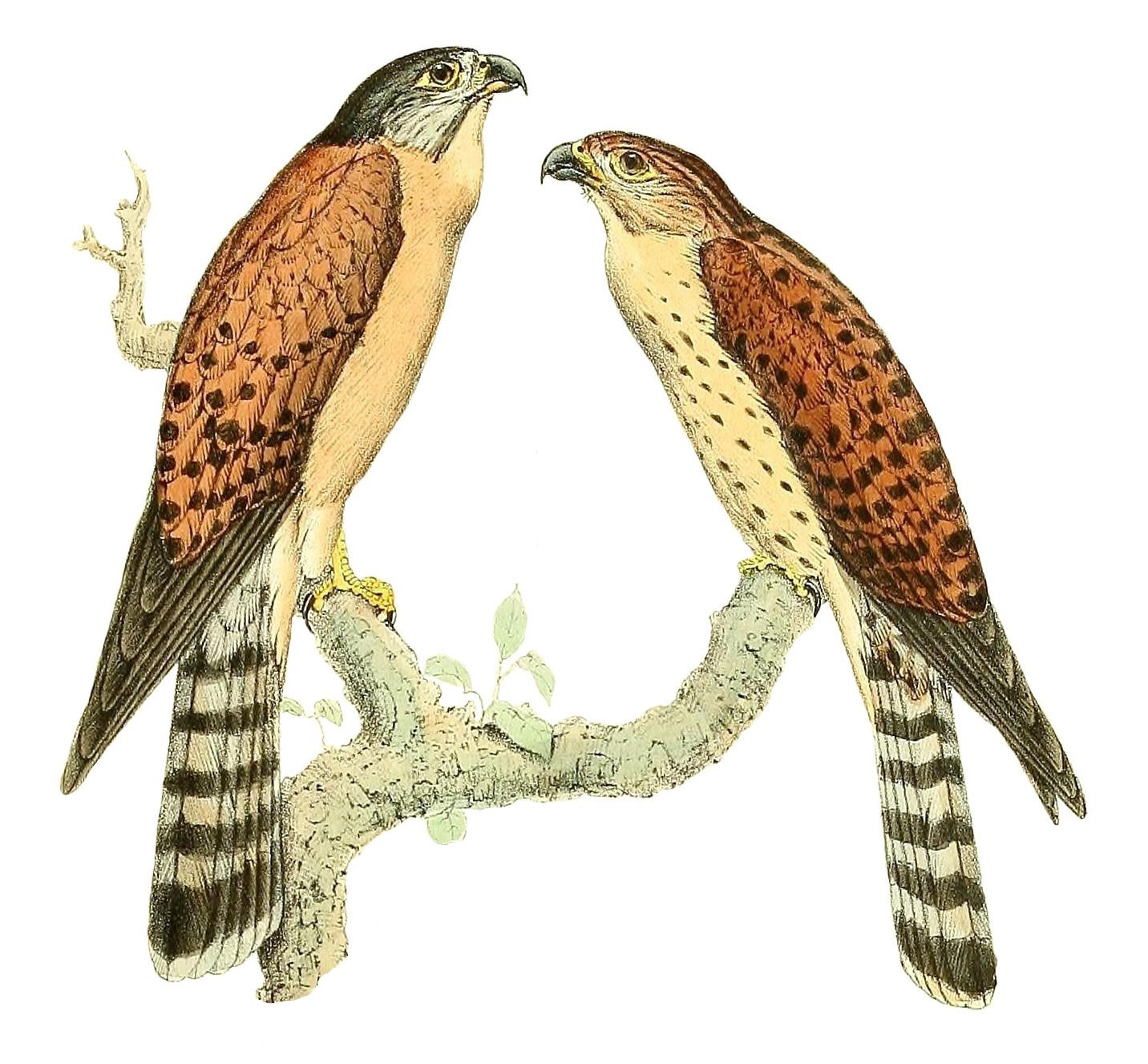